# Uracil Specific Excision Reagent
Uracil Specific Excision Reagent (USER) kloning er en brugervenlig kloningsstrategi, der tilbyder et-trins kloning af op til flere DNA-fragmenter på specifikke positioner i en vektor. Derfor er denne kloningsstrategi overlegen i forhold til klassisk "restriktionsenzym og ligase baseret kloning" i form af: hastighed, effektivitet og enkelthed.
Teknikken er afhængig af primere med vektor-specifikke overhæng der indeholder en enkelt deoxyuridin (uracil-base), der bliver brugt til at amplificere et ønsket DNA fragment ved en PCR-reaktion. PCR fragmentet bliver derefter behandlet med USER enzym mix (Uracil DNA glykosylase og DNA glykosylase-lyase Endo VIII) for at danne unikke 3' overhæng, som er komplementære 5' overhæng tilstede i vektoren.
For at kunne danne komplementære overhæng i vektoren kræver det at den indeholder en USER-kassette. Et eksempel på en USER-kassette er et PacI restriksions-site flankeret af to Nt.BbvCI nicking-sites. Ved at tilføre restriktionsenzymet PacI, vil der blive introduceret et dobbeltstrengsbrud der efterfulgt af Nt.BbvCI som frigør 7 baser downstream til PacI sitet, vil danne et 9bp langt 5' vektor overhæng (Figur 1B). Dette overhæng skal være komplementært til det overhæng der er dannet i PCR fragmentet, for at baseparring kan finde sted. Baseparringen mellem de 9 komplementære baser er stabil nok til at man kan transformere vektoren med indsat fragment ind i E. coli hvor plasmidet bliver ligeret sammen af det endogene DNA reparationssystem. 

## References
1. ↑  Frandsen, Rasmus.Efficient four fragment cloning for the construction of vectors for targeted gene replacement in filamentous fungi. BMC Molecular Biology.